# 列農冰川
69°12′S 71°59′W / 69.200°S 71.983°W
列農冰川（英語：Lennon Glacier）是南極洲的冰川，位於亞歷山大一世島北部，最終注入拉扎列夫灣，由英國測量隊所測量，以冰川學家命名，現時由南極條約體系管理。